# Museo della bambola e del giocattolo
Il Museo della bambola e del giocattolo, a volte indicato come Museo della bambola e della moda infantile, è un museo specializzato di Angera. In sedici sale della Rocca Borromea, espone soprattutto bambole d'epoca, riccamente abbigliate e corredate, ma anche giocattoli ed automi meccanici dal XVIII secolo in poi. Nel suo settore è uno dei più grandi d'Europa.
Fondato nel 1988 dalla principessa Bona Borromeo Arese, il Museo della bambola e del giocattolo espone oltre mille bambole realizzate dal XVIII secolo in poi, nei più noti e diffusi materiali appartenenti alla tradizione antica: legno, cera, cartapesta, porcellana, biscuit, composizione, tessuto. Riccamente abbigliate e munite di corredi in miniatura, sono esposte insieme ai molti giocattoli di vario tipo, accessori domestici, rari modelli di mobili, case di bambola completamente arredate, negozi in miniatura, giochi di società e didattici, libri, riviste, fotografie, raccolte di ex libris a soggetto infantile, figurine, il tutto sempre assolutamente attinente al mondo dei piccoli.

## Storia

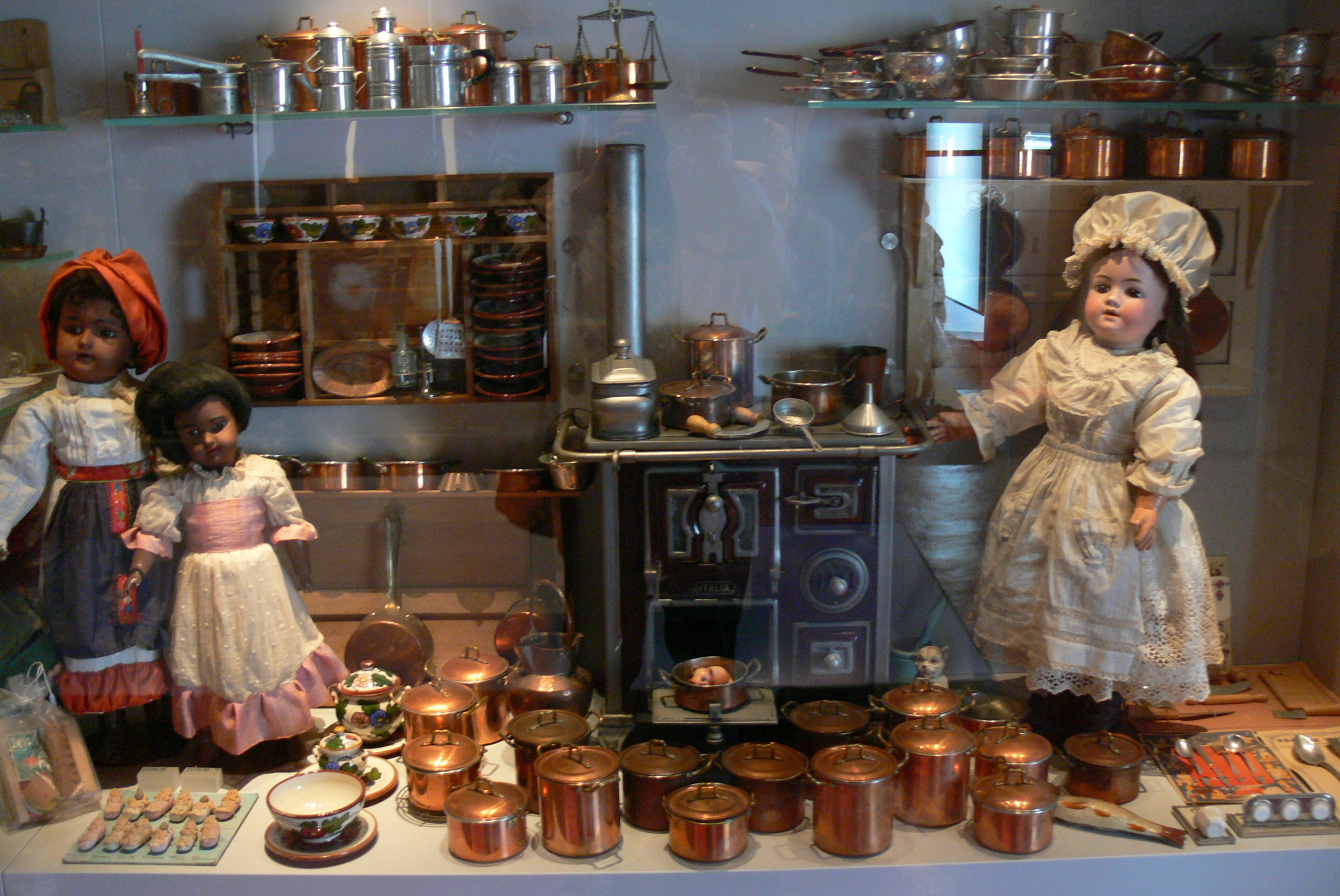
Bambole nella loro cucina

Il museo nasce dalla collezione della principessa Bona Borromeo Arese che nel 1988 fonda il Museo della bambola e del giocattolo, primo Museo del genere in Italia. La sede scelta è la Rocca Borromea di Angera e la direzione del Museo è affidata al professor Marco Tosa, docente presso l'Accademia di belle arti di Venezia, con una notevole esperienza nel settore specifico in quanto autore di saggi e libri sulle bambole, collaboratore di riviste specializzate, ideatore e allestitore di mostre dedicate al giocattolo e alle bambole in musei italiani ed esteri. 
Il museo raccoglie giocattoli d’epoca, tra i più belli della storia europea. Ci sono molteplici esemplari rappresentativi dell’epoca d’oro del giocattolo industriale europeo, databili tra la seconda metà dell’Ottocento e il primo quarto del Novecento, anche se non mancano ricercate creazioni dei secoli XVII e XVIII.
Sono esposte oltre mille bambole nei più noti e diffusi materiali appartenenti alla tradizione antica: bambole del '700 realizzate in legno, bambole francesi a bocca chiusa, "bébé-caractères". Il succedersi dei materiali usati, cera, cartapesta, Porcellana Biscuit, composizione, tessuto, celluloide e materiali plastici, illustrano l'evoluzione storica e culturale di questo straordinario oggetto. Le bambole riccamente abbigliate e munite di corredi in miniatura, sono esposte insieme a molti giocattoli di vario tipo, accessori domestici, rari modelli di mobili, case di bambola completamente arredate, negozi in miniatura, giochi di società e didattici, libri, riviste, fotografie, raccolte di ex libris a soggetto infantile, figurine, il tutto sempre assolutamente attinente al mondo dei piccoli.

## Percorso espositivo

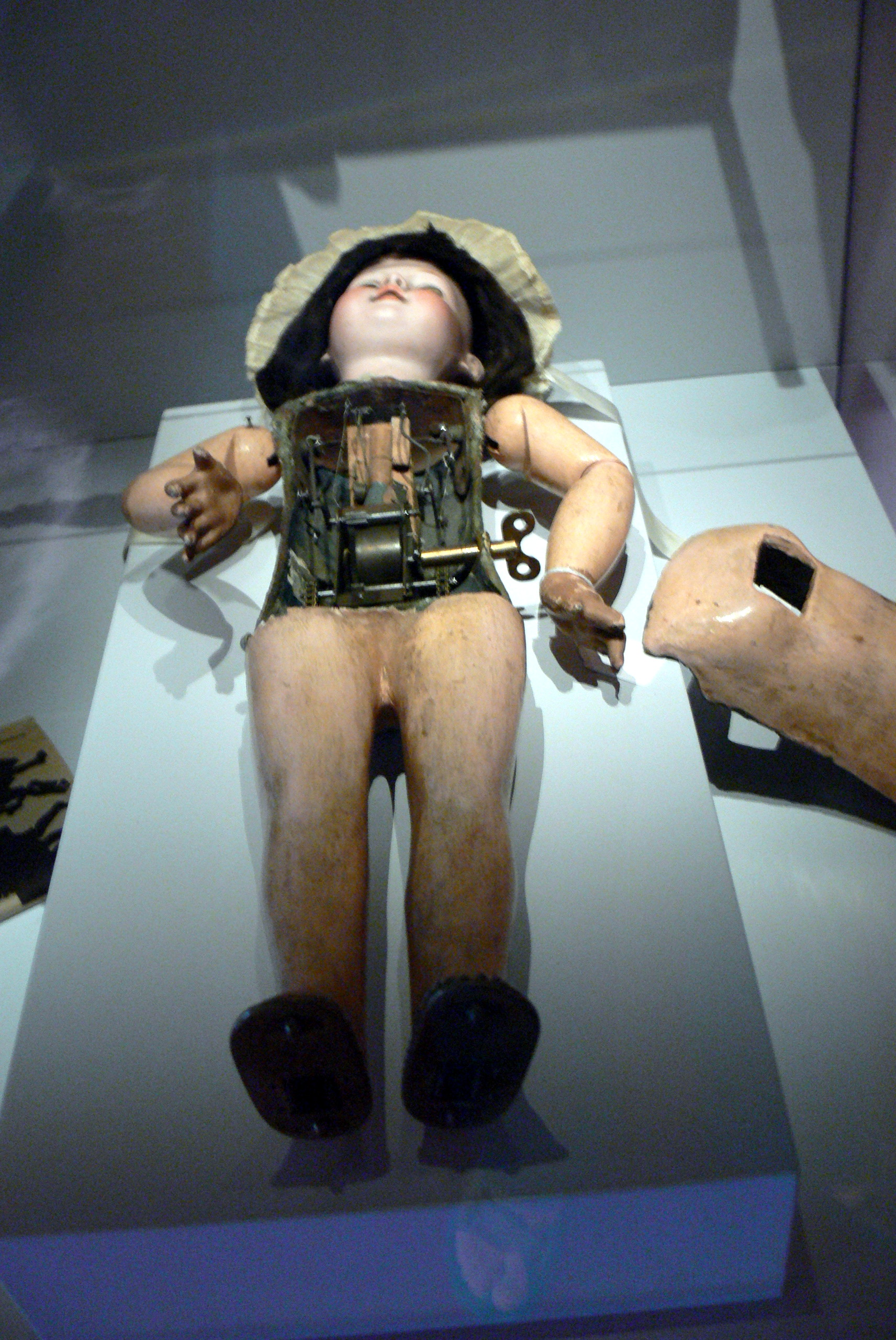

L’esposizione si sviluppa attraverso dodici sale collocate nell'ala dei Borromeo e nell'” oratorio”. A queste sono state affiancate sezioni monotematiche separate: una, nelle "scuderie", dedicata alle bambole e ai giocattoli provenienti da culture asiatiche ed africane, l'altra, nelle tre sale al primo piano, ospita la collezione proveniente dal Petit Musée du Costume de Tours, raccolta da Gisèle Peschè, ora proprietà dei Borromeo, consistente in una straordinaria collezione di automi francesi e tedeschi,  vere meraviglie animate, prodotti durante il XIX secolo. Capolavori dell’ingegno e della creatività di maestri orologiai, scultori e artigiani, gli automi affascinano con i loro movimenti lenti, ritmati, accompagnati da arie celebri, tratte spesso da repertori operistici e popolari.  L’innovativo allestimento dell’esposizione si sviluppa lungo un percorso segnato da magici effetti: suoni, luci e installazioni video che permettono di vedere gli oggetti in movimento e ascoltarne la musica.
Il percorso storico e l'impianto didattico sono accuratamente documentati. Particolare attenzione  è posta all'abbigliamento infantile che testimonia l'evoluzione della moda per l'infanzia a partire dal XVIII secolo fino agli anni '50 del novecento. Sono esposti circa duecento abiti e accessori rappresentativi sia per raffinatezza esecutiva sia per qualità sartoriale. Fastosi completi da battesimo, sontuose vesti di gala con preziosi ricami, vestine e completi per il gioco e la festa, ricreano l'immagine di un'infanzia raffinata, esibita attraverso il lusso e l'eleganza.